# Госпитальная улица (Каменец-Подольский)
Госпитальная — улица в Каменце-Подольском. Самая длинная улица армянских кварталов Старого города. Своё название получила от Армянского госпиталя.

## История

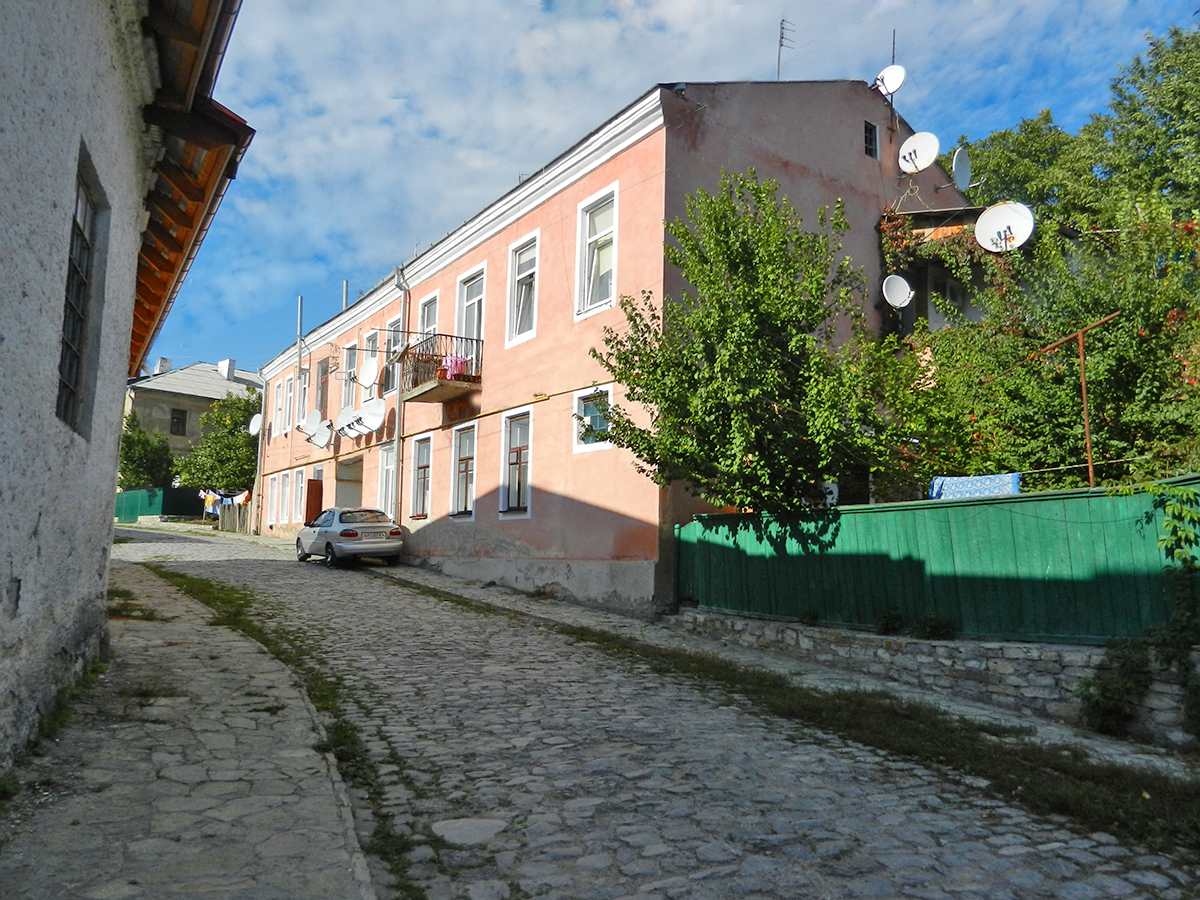
Дом № 3 по ул. Госпитальной. Здание бывшего армянского госпиталя

Армяне в городе Каменец-Подольский поселились в XI—XIII веках. В XVII веке в городе уже насчитывалось 1200 их семей. Армяне в основном селились в юго-восточной части города. До сих пор в городе имеется квартал, известный среди местных под названием «Армянский», являвшийся очагом торговли, куда прибывали караваны со всех концов света. Самой длинной улицей армянского квартала города была улица Госпитальная, которая получила своё название от некогда действовавшего на ней Армянского госпиталя. Госпитальная — одна из немногих улиц Старого города, которая на протяжении всей своей истории ни разу не переименовывались. Самыми известными сооружениями улицы являются бывший армянский госпиталь (№ 3) и бывшие казармы крепости (№ 14), в которых долгое время располагался военный госпиталь.
В период турецкого господства в городе (1672—1699) на Госпитальной стоял дом, в котором, согласно одной из легенд, располагался подвал, куда евнухи бросали за разные провинности служительниц из гаремов. В начале XX века на этом месте остался только большой каменный подвал, который представлял собой курган, засыпанный снаружи землёй. С запада у подвала был вход, а с юга — два небольших окошка с видом на речку. На окнах были толстые железные решётки. Стены подвала были толщиной более 1,5 м. Через какое-то время некий Дунин выкупил участок земли и над ним надстроил из кирпича второй этаж (дом № 5).
На этой же улице в период турецкой оккупации был каменный дом (дом № 6), отведённый армянам для богослужения, поскольку их храмы были разрушены или превращены в мечети. В новом веке в нём расположился винный цех артели имени XX съезда, позже — ирисный цех завода продовольственных товаров.

## Расположение
Начинается улица Госпитальная на Армянском рынке между домом № 2 и зданием бывшей консистории (дом № 4), после чего сделав три резких поворота, заканчивается на Русской улице. К самой улице подключаются Комендантский и Тесный проулки, улицы Тринитарская, Долгая (Длинная) и Валы.

## Известные постояльцы
- Александр Прусевич — автор популярного исторического очерка на польском языке «Каменец-Подольский» (1915 г.). В начале XX века ему здесь принадлежал небольшой каменный дом с четырьмя колоннами (ныне дом № 7)[6].